# Say Something (Timbaland)
Say Something è un singolo del rapper statunitense Timbaland e del rapper canadese Drake, pubblicato il 3 novembre 2009 come secondo estratto dall'album Shock Value II.

## Descrizione
La title track era originariamente intitolata Say, la base era notevolmente diversa rispetto alla versione finale e prevedeva la partecipazione di T-Pain. Tuttavia questa versione non è mai stata pubblicata ufficialmente, ma può ancora essere trovata su YouTube.

## Videoclip
Il video musicale è stato diretto dal regista afroamericano Paul "Coy" Allen, che ha lavorato con Timbaland per i video di Morning After Dark e If We Ever Meet Again. È stato trasmesso in anteprima l'8 dicembre 2009.

## Tracce
1. Say Something – 4:01

## Classifiche
| Classifica (2009–2010)    | Posizione massima |
| ------------------------- | ----------------- |
| Stati Uniti               | 23                |
| Stati Uniti (R&B/hip hop) | 1                 |
| Stati Uniti (rap)         | 1                 |